# 木津川市立木津小学校
木津川市立木津小学校（きづがわしりつ きづしょうがっこう）は、京都府木津川市木津内垣外にある公立小学校。

## 沿革
- 1892年 - 開校。
- 1941年4月 - 国民学校令施行により、木津町立木津国民学校に改称。
- 1947年4月 - 学校教育法施行により、木津町立木津小学校に改称。
- 2007年3月12日 - 木津町が周辺2町と合併、木津川市が発足したことにより、木津川市立木津小学校に改称。

## 周辺の施設
- 木津川市立中央図書館
- 木津川市役所
- JR西日本木津駅

## 交通アクセス
- 西日本旅客鉄道（JR西日本）木津駅から西へ700m。

## 通学区域が隣接している学校
- 木津川市立相楽小学校
- 木津川市立州見台小学校
- 木津川市立城山台小学校
- 木津川市立上狛小学校